# Cambira
Cambira este un oraș în Paraná (PR), Brazilia.